# Agapornis fischeri
Agapornis fischeri hay vẹt lovebird, vẹt mẫu đơn là một loài vẹt nhỏ trong họ Psittacidae.

## Hình ảnh

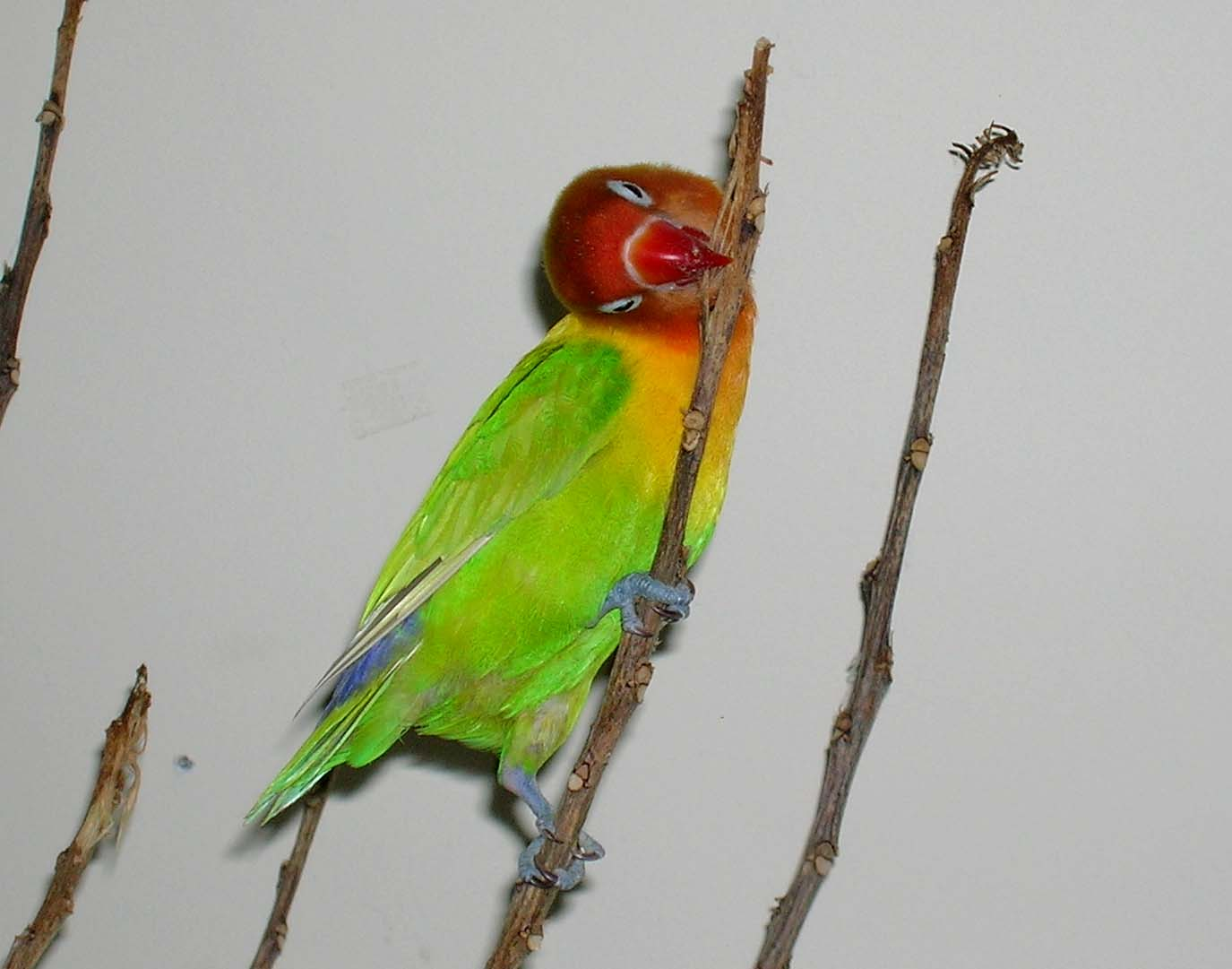
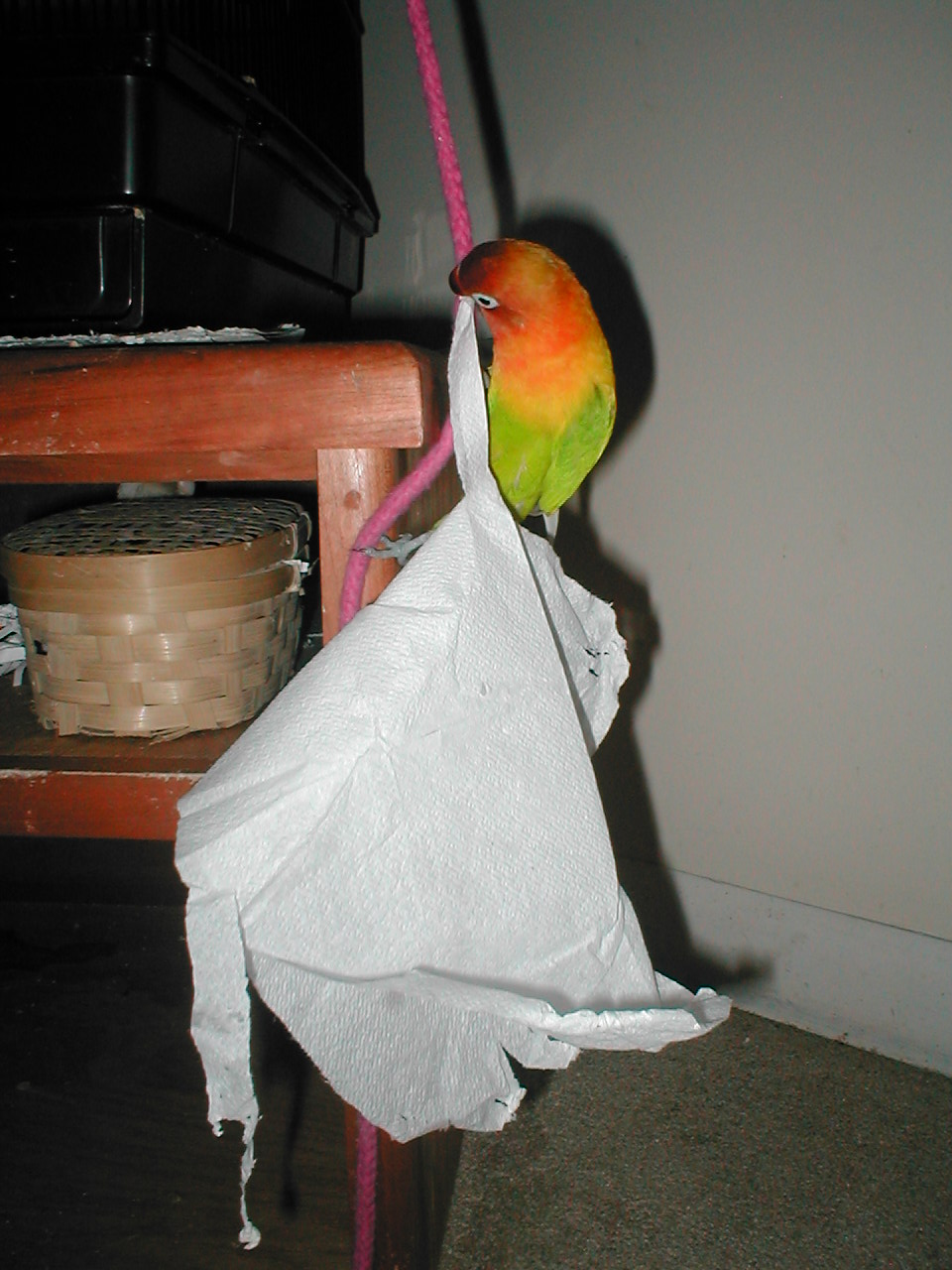
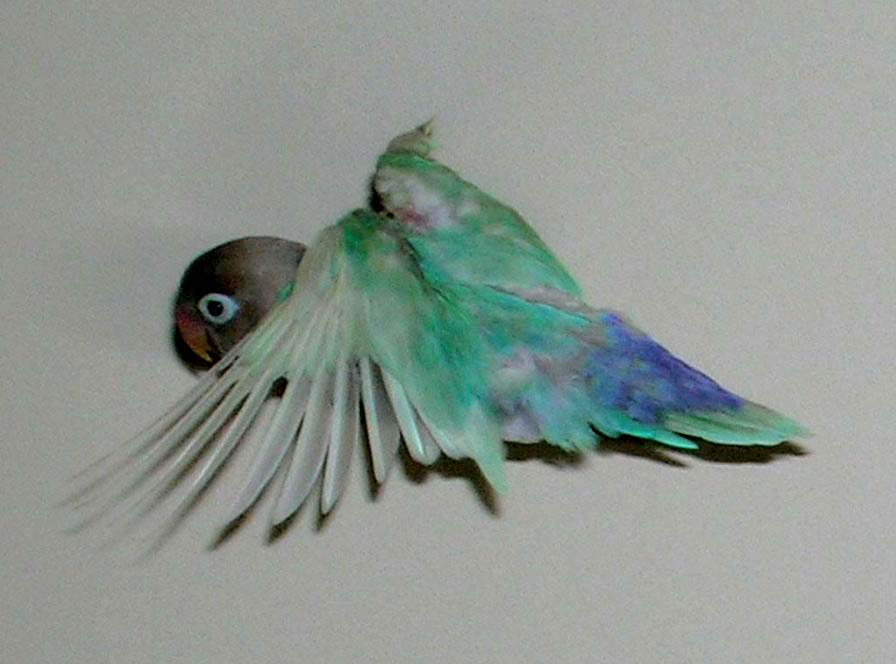
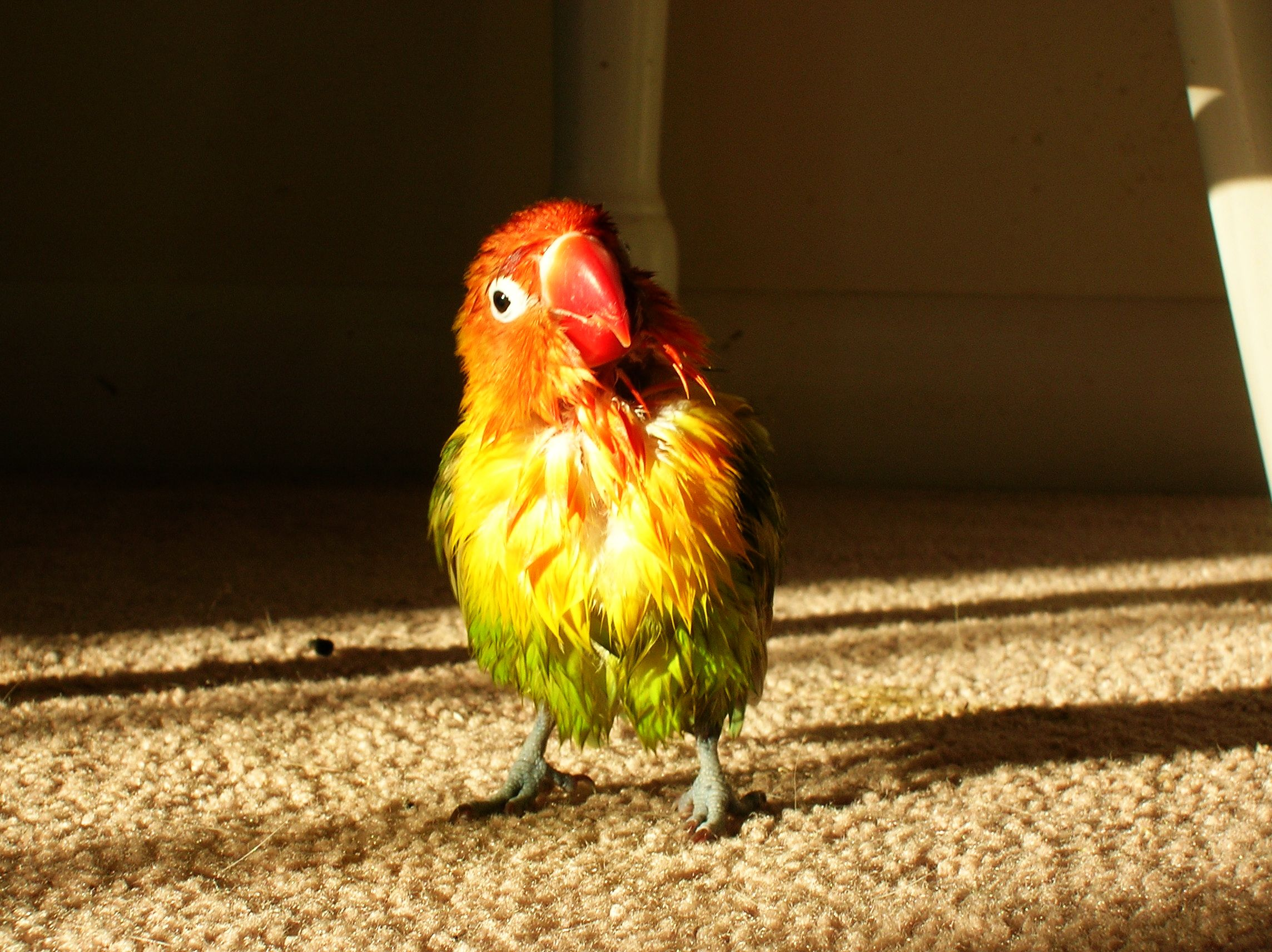
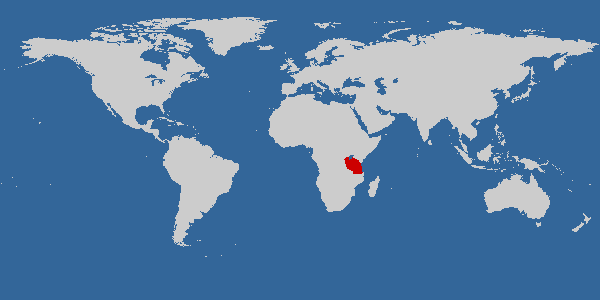
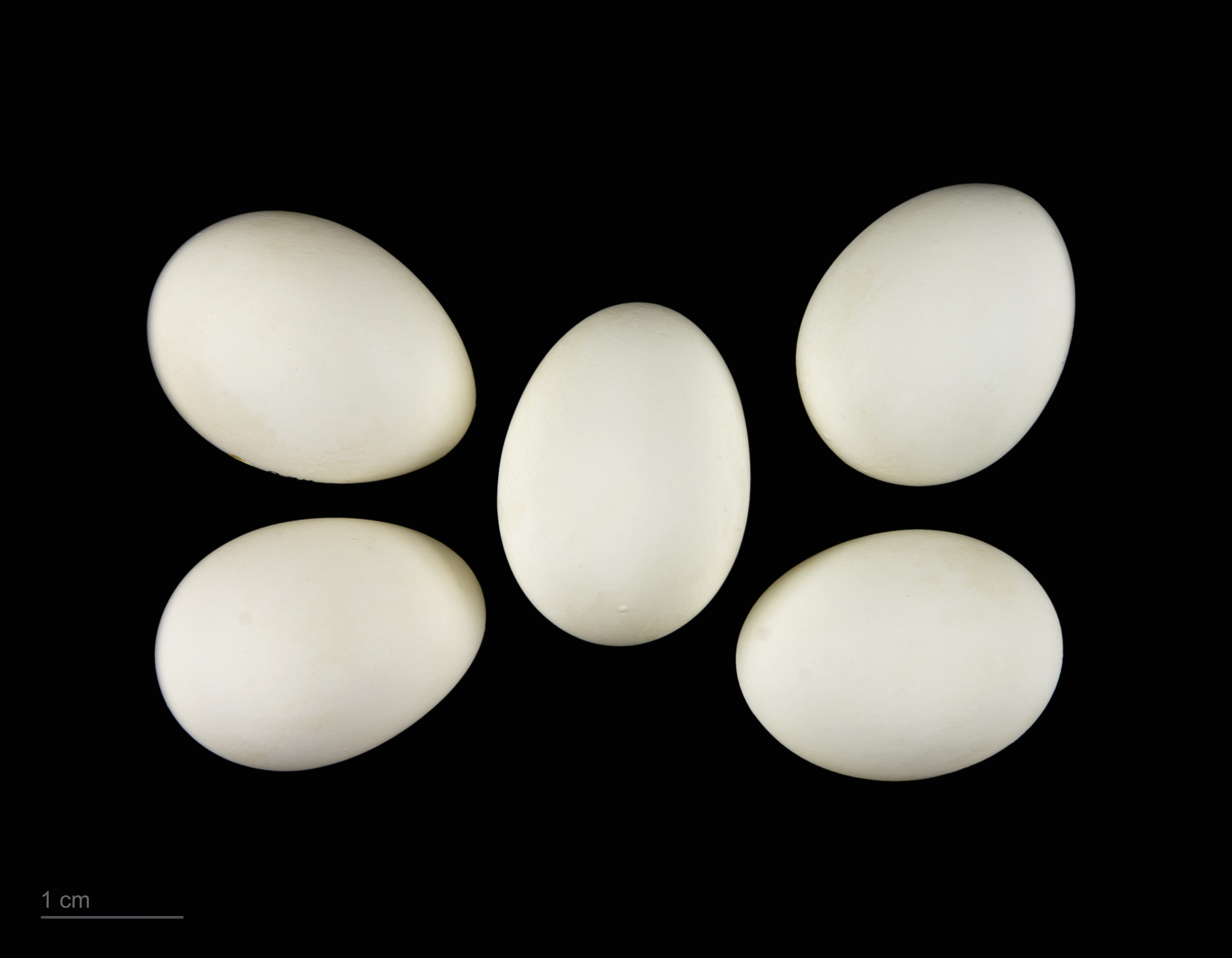
Museum specimen